# 上村吉彌 (5代目)
五代目 上村 吉彌（ごだいめ かみむら きちや、新字体：吉弥、明治42年 (1909年) 12月13日 - 平成4年 (1992年) 1月1日）は、歌舞伎役者。屋号は美吉屋。定紋は折敷型世の字。本名は遠島 直（とおじま すなお）。
小芝居から大歌舞伎に入り、上方歌舞伎の伝統を受継いだ女形や花車形を得意とした。

## 来歴
明治42年（1909年）大分県杵築市生まれ。3歳のころから当地の歌舞伎に子役で出演し、大正8年（1919年）には中村桂車一座に入り中村桂之助を名乗って福岡大博劇場に出る。各地の小芝居を勤めたのち、昭和8年（1933年）に二代目市川右團次に入門、市川右升を名乗る。昭和19年（1944年）以降は松竹専属となり、美貌の女形として知られるようになる。特に 『壇浦兜軍記』の阿古屋を得意とし、連日の大入りをとったところから「阿古屋の右升」とまで呼ばれるほどの人気役者となった。
昭和22年（1947年）、歌舞伎座で元禄以来絶えていた名跡「上村吉彌」を五代目として襲名。以後関西を中心に活動し、七人の会や仁左衛門歌舞伎では脇をかためる重要な役割を担った。1974年、京都南座で十三世片岡仁左衛門の『近頃河原達引』で母おぎんを勤めた後は、特に老女役が多くなり、上品で渋みのある芸で知られた。なかでも『仮名手本忠臣蔵』のおかや、『攝州合邦辻』の老母おとく、『双蝶々曲輪日記』のお幸は一代の傑作である。
1989年、日本芸能実演家団体協議会より功労者として表彰される。同年勲五等双光旭日章受章。杵築市で上村吉弥帰郷歓迎会が行われる。以降、脇に手利きがすくなくなった歌舞伎界でその至芸は重んじられ舞台に立ちつづけたが、肺癌のため京都で死去。享年82。臨終に際しても舞台が忘れられず、「さあ、出番や。早よせんかい。」とうわ言を言ったのが最期であったという。